# Дмитро Ольгердович (Старший)
Дмитро О́льгердович (біл. Дзмітрый Альгердавіч, лит. Dmitrijus Algirdaitis, *1327 - †12 серпня 1399) — удільний князь Брянський, Стародубський та Трубчевський з династії Гедиміновичів, засновник роду князів Трубецьких.
Син Великого князя Литовського Ольгерда (в хрещенні — Олександра) та княгині вітебської Марії Ярославни. Князь Брянский, брав участь у Куликовській битві.

## Біографія
Дмитро Ольгердович був з 1370 року князем Брянським та Стародубським, але втратив свої володіння внаслідок переходу його на службу до московського князя зимою 1379-1380 р. Після 1380 року ці землі були надані у володіння Дмитру-Корибуту Ольгердовичу. Загинув 12 серпня 1399 року у битві литовсько-руського війська проти татар в на Ворсклі.

## Сім'я
Дружина: Анна. Діти:
- Михайло (†після 1399), князь Трубецький.
- Іван (†1399).
- Ульяна (Юліанія) — друга дружина Альберта (Войцеха) Монивида[4]